# Body Language (Ride)
Body Language (Ride) is de officiële soundtrack van de gelijknamige film Body Language. De film is de eerste dansfilm van de lage landen. De soundtrack werd geschreven en geproduceerd door The Partysquad en wordt gezongen door Rochelle en Jayh.

## Videoclip
De clip speelt zich af in een kelder waar veel gedanst wordt. Rochelle en Jayh lopen beiden door de kelder omringd door dansers, zowel figuranten als daadwerkelijk de zes hoofdrolspelers van Body Language. Ondertussen komen er ook steeds beelden uit de film voorbij. Het nummer werd geen groot succes.

## Tracklist
Muziekdownload
1. "Body Language (Ride)" - 03:39

## Hitnoteringen

### NederlandseSingle Top 100
| Positie: | 91 | 94 | uit |